# Habila Daboh
Habila Tyiakwonaboi Daboh (ur. 10 czerwca 1970 w Zangon Kataf) – nigeryjski duchowny katolicki, biskup Zaria od 2023.

## Życiorys

### Prezbiterat
Święcenia kapłańskie przyjął 10 lipca 1999 i został inkardynowany do archidiecezji Kaduna. Początkowo pracował jako duszpasterz parafialny oraz jako katecheta kaduńskiej politechniki. W 2006 został wykładowcą archidiecezjalnego wyższego seminarium, zaś dwa lata później został powołany na urząd rektora niższego seminarium. Od 2016 kierował wyższym seminarium.

### Episkopat
21 września 2023 papież Franciszek mianował go biskupem diecezji Zaria. Sakry udzielił mu 14 grudnia 2023 metropolita Kaduny – arcybiskup Matthew Ndagoso.